# Patologia experimental
La patologia experimental, també coneguda com a patologia d'investigació, és l'estudi científic dels processos de la malaltia a través de l'examen microscòpic o molecular dels òrgans, teixits, cèl·lules, o líquids corporals dels organismes malalts. Està estretament relacionada, tant històricament com en l'àmbit acadèmic modern, amb el camp mèdic de la patologia.